# Copa del Rey de rugby 2011-12
La Copa del Rey de rugby 2011-12 es un campeonato de rugby en el que participan los equipos de la liga de División de Honor durante la temporada 2011-2012.
Esta edición Copa del Rey se disputó en un formato de fase inicial con tres grupos, semifinales a doble partido y final. La final se disputó en el Estadio Nueva Balastera de Palencia el día 22 de abril de 2012.

## Equipos participantes
| Equipo                         | Ciudad                                | Estadio                       | Entrenador                   | Marca      |
| ------------------------------ | ------------------------------------- | ----------------------------- | ---------------------------- | ---------- |
| Sanitas Alcobendas Rugby       | Alcobendas (Madrid)                   | Las Terrazas                  | Jesús Delgado                | Canterbury |
| Cetransa El Salvador           | Valladolid                            | Campos de Pepe Rojo           | Juan Carlos Pérez            | Nike       |
| VRAC Quesos Entrepinares       | Valladolid                            | Campos de Pepe Rojo           | Fernando de la Fuente        | Kappa      |
| AMPO Ordizia Rugby Elkartea    | Ordicia (Guipúzcoa)                   | Estadio Municipal de Altamira | Inazio Araña Paul Healy      | Astore     |
| Bizkaia Gernika Rugby Taldea   | Guernica y Luno (Vizcaya)             | Campo de Urbieta              | Jorge Giménez                | Proact     |
| Getxo Artea Rugby Taldea       | Guecho (Vizcaya)                      | Ciudad Deportiva de Fadura    | Bryce Bevin                  | Viator     |
| Cajasol Ciencias               | Sevilla                               | I.D. La Cartuja               | Jon Curry José Ignacio       | Hummel     |
| IVECO Universidade Vigo        | Vigo                                  | Lagoas-Marcosende             | David Monreal Norman Maxwell | Canterbury |
| Club de Rugby La Vila          | Villajoyosa (Alicante)                | Campo de El Pantano           | Mark Hewitt                  | Viator     |
| Unio Esportiva Santboiana Seat | San Baudilio de Llobregat (Barcelona) | Estadi Baldiri Aleu           | Lewis Williams               | Nike       |

El Club de Rugby La Vila como campeón de la División de Honor de Rugby 2010-2011 obtuvo la clasificación directa para las semifinales del torneo.

## Cuadro de competición

### Fase de grupos

#### Grupo A
| Posición | Club                      | Partidos | Partidos | Partidos  | Partidos |
| Posición | Club                      | jugados  | ganados  | empatados | perdidos |
| -------- | ------------------------- | -------- | -------- | --------- | -------- |
| 1        | Ordizia Rugby Elkartea    | 1        | 1        | 0         | 0        |
| 2        | Unió Esportiva Santboiana | 1        | 0        | 0         | 1        |
| 3        | Club Alcobendas Rugby     | 0        | 0        | 0         | 0        |

El Club Alcobendas Rugby renunció a disputar la copa del Rey por lo que el equipó que se clasificó para semifinales se decidió en el partido entre la Unió Esportiva Santboiana y el Ordizia Rugby Elkartea.
|  | Local | vs. | Visita |  |  |

#### Grupo B
| Posición | Club                 | Partidos | Partidos | Partidos  | Partidos |
| Posición | Club                 | jugados  | ganados  | empatados | perdidos |
| -------- | -------------------- | -------- | -------- | --------- | -------- |
| 1        | Cetransa El Salvador | 2        | 2        | 0         | 0        |
| 2        | Cajasol Ciencias     | 2        | 1        | 0         | 1        |
| 3        | Getxo Artea R.T.     | 2        | 0        | 0         | 2        |

|  | Local | vs. | Visita |  |  |

|  | Local | vs. | Visita |  |  |

|  | Local | vs. | Visita |  |  |

#### Grupo C
| Posición | Club                     | Partidos | Partidos | Partidos  | Partidos |
| Posición | Club                     | jugados  | ganados  | empatados | perdidos |
| -------- | ------------------------ | -------- | -------- | --------- | -------- |
| 1        | Gernika Rugby Taldea     | 2        | 2        | 0         | 0        |
| 2        | VRAC Quesos Entrepinares | 2        | 1        | 0         | 1        |
| 3        | Vigo Rugby Club          | 2        | 0        | 0         | 2        |

|  | Local | vs. | Visita |  |  |

|  | Local | vs. | Visita |  |  |

|  | Local | vs. | Visita |  |  |

### Semifinales
La Ida de las semifinales se jugaron el 28 y 29 de enero y la vuelta el 19 de febrero.
|  | Semifinales                        | Semifinales                  | Semifinales       | Semifinales | Semifinales |    |                            | Final                | Final | Final | Final | Final |
|  |                                    |                              |                   |             |             |    |                            |                      |       |       |       |       |
|  | Bandera de Castilla y León         | Cetransa El Salvador         | 27                | 30          | 57          |    |                            |                      |       |       |       |       |
|  | Bandera de la Comunidad Valenciana | Club de Rugby La Vila        | 22                | 34          | 56          |    |                            |                      |       |       |       |       |
|  |                                    |                              |                   |             |             |    | Bandera de Castilla y León | Cetransa El Salvador |       |       | 27    |       |
|  |                                    | Bandera del País Vasco       | AMPO Ordizia R.E. |             |             | 30 |                            |                      |       |       |       |       |
|  | Bandera del País Vasco             | Bizkaia Gernika Rugby Taldea | 14                | 12          | 26          |    |                            |                      |       |       |       |       |
|  | Bandera del País Vasco             | AMPO Ordizia R.E.            | 12                | 26          | 38          |    |                            |                      |       |       |       |       |

### Final
|  | Local | vs. | Visita |  |  |